# Detonics Combat Master
Detonics Combat Master je kompaktní samonabíjecí pistole s SA (single action) spoušťovým mechanismem odvozená od pistolí typu Colt 1911. Byla vyráběna dnes již zaniklou firmou Detonics mezi roky 1976–1987 v USA technologií přesného lití, třískového obrábění a ručního dokončování. Výroba byla tudíž poměrně pracná a cenová hladina pistole byla výrazně vyšší, než obdobné produkty konkurence. Cílem bylo na konstrukčním základě velké Colt 1911 vytvořit spolehlivý kompaktní model pro soukromé i služební použití. Proto byl firmou Detonics mechanizmus 1911 pozměněn s ohledem na výrazně menší rozměry zbraně. První modely byly vyrobeny z běžné oceli, ale většina následující produkce byla vyráběna z nerezové oceli.

## Vlastnosti
- Upravený design Coltu 1911
- Pistole byla vyráběna v rážích .45 ACP, 9mm Luger, 38 Super a firemní .451 Detonics Magnum
- Silnostěnná hlaveň uzamčena do rámu Brownigovým systémem. V závěru vystředěna kuželem
- Trojitá vratná pružina závěru
- Celoocelový rám obrobený z odlitků
- Zkrácená rukojeť i závěr – pistole byla konstruována jako vysoce kompaktní
- Kapacita 6–7 nábojů (dle použité ráže). Kompatibilní se zásobníky 1911 jiných výrobců.

## Historie
Ideově pistoli navrhl v roce 1975 Sid Woodcock. V roce 1976 spolu s investory založil firmu Detonics, jejíž hlavní a prakticky jedinou náplní byla výroba pistole Combat Master. Pistole se vyráběla zhruba do roku 1987, kdy původní firma Detonics zkrachovala. Poté došlo k několika majetkovým přesunům a pokusům obnovit výrobu zbraně a rozšířit sortiment. Tyto pokusy byly již ale nevýznamné a neúspěšné. V roce 2019 společnost Detonics po několikerém přejmenování a přeprodání práv ještě existuje, ale spíše jen jako papírová, nefunkční firma.

## Modelová řada
- Mark I – Nerezová hlaveň, ocelové tělo, černění
- Mark II – Nerezová hlaveň, ocelové tělo, saténové niklování
- Mark III – Nerezová hlaveň, ocelové tělo, lesklé chromování
- Mark IV – Nerezová hlaveň, ocelové tělo, lesklé černění
- Mark V – Nerezová hlaveň, nerezové tělo, hrubé pískování povrchu
- Mark VI – Nerezová hlaveň, nerezové tělo, leštěný závěr, leštěná spoušť
- Mark VII – Nerezová hlaveň, nerezové tělo, matné pískování povrchu, absence mířidel. Model původně určen pro FBI pro skryté nošení.

Všechny modely jsou po technické stránce prakticky stejné. Hlavní rozdíl je v povrchových úpravách a typech mířidel.